# Melitina
La melitina (del griego μέλιττα "abeja") es un oligopéptido que consta de 26 aminoácidos y es el principal componente activo de la apitoxina, el veneno de las abejas. Es un potente activador de la fosfolipasa A2.

## Estructura
La secuencia de la melitina de Apis mellifera es: 
Gly-Ile-Gly-Ala-Val-Leu-Lys-Val-Leu-Thr-Thr-Gly-Leu-Pro-Ala-Leu-Ile-Ser-Trp-Ile-Lys-Arg-Lys-Arg-Gln-Gln
Para la isoforma de Apis cerana:
Gly-Ile-Gly-Ala-Val-Leu-Lys-Val-Leu-Thr-Thr-Gly-Leu-Pro-Ala-Leu-Ile-Ser-Trp-Ile-Lys-Arg-Lys-Arg-Gln-Gln
La melitina es un péptido pequeño sin puente disulfuro; la parte N-terminal de la molécula es predominantemente hidrófoba y la parte C-terminal es hidrófila y fuertemente básica. En el agua, forma un tetrámero pero también puede integrarse espontáneamente en las membranas celulares.

## Mecanismos de acción
La inyección de melitina en animales y humanos causa sensación de dolor. Tiene fuertes efectos de superficie en las membranas celulares que causan la formación de poros en las células epiteliales y la destrucción de los glóbulos rojos. La melitina también activa las células nociceptor (receptor del dolor) a través de una variedad de mecanismos.
La melitina puede abrir los canales térmicos de nociceptores TRPV1 a través de los metabolitos de la ciclooxigenasa dando como resultado la despolarización de las células nociceptores. Los efectos de formación de poros en las células provocan la liberación de citoquinas proinflamatorias. También activa la apertura mediada por el receptor acoplado a proteínas G de los canales potenciales del receptor transitorio. Finalmente, la melitina regula por incremento la expresión de los canales de sodio Nav1.8 y Nav1.9 en la célula de nociceptores, lo que provoca un potencial de acción a largo plazo y sensación de dolor.
La melitina es un inhibidor enzimático de la proteína quinasa C, la proteína quinasa II dependiente de calmodulina Ca2+, la quinasa de la cadena ligera de la miosina y la Na+/K+-ATPasa (membrana sinaptosomal). Bloquea las bombas de transporte tales como Na -K -ATPase y H -K -ATPase. In vitro, la melitina aumenta la permeabilidad de las membranas celulares a iones, particularmente Na e indirectamente Ca2, debido al intercambio Na-Ca2. Este efecto produce cambios morfológicos y funcionales, particularmente en tejidos excitables.

## Actividad antimicrobiana
La melitina posee una actividad antimicrobiana potente. Por ejemplo, la investigación in vitro ha demostrado que ejerce efectos inhibitorios "profundos" en la Borrelia burgdorferi, la bacteria que causa la enfermedad de Lyme. También se ha demostrado que mata las levaduras de Candida albicans, y suprime infecciones por Mycoplasma hominis y Chlamydia trachomatis.
Una investigación de la Universidad de Washington concluyó que las nanopartículas que transportan la melitina fueron eficaces en la destrucción de VIH por la erosión de la envoltura viral de doble capa que rodea el virus. Las posibles aplicaciones incluyen un gel de aplicación vaginal que tendría como objetivo la intrusión del VIH antes de la infección y como un tratamiento intravenoso de infecciones existentes de VIH.